# Iosif Pop Silaghi
Iosif Pop Silaghi (n. 10 aprilie 1814, Tarcea, Bihor, România – d. 5 august 1873, Oradea, Austro-Ungaria) a fost un episcop român unit (greco-catolic) al Eparhiei de Oradea Mare.

## Mecenat
A fost unul din susținătorii pictorului Nicolae Popescu (1835-1877).

## Scrieri
- Scurtă istorie a credinției româniloru, Oradea, 1845; lucrare tradusă în germană de Stephan Ludwig Roth (Joseph Pap, Geschichte des Glaubens der Rumänen, cu o prefață de Stephan Ludwig Roth);
- Catechismușu unirei toturora româniloru, Oradea, 1864.